# عزالدین آیبک
عزالدین آیبک (عربی: عز الدين أيبك)
(۱۱۹۷ – ۱۲۵۷ (۵۹−۶۰ سال))، طبق برخی روایات نخستین سلطان ممالیک مصر که پس از ازدواج با شجر الدر، (همسر الصالح ایوب، سلطان ایوبی) به این مقام رسید. وی از سال ۱۲۵۰ تا زمان مرگش در سال ۱۲۵۷ حکم راند. او به دست شجر الدر در حمام به قتل رسید و پس از او پسرش نور الدین علی  به سلطنت رسید . او کسی بود که سیف الدین قطز را از دمشق خریداری کرد و به مصر برد ومسیری برای به قدرت رسیدن او ساخت. 